# Episodi de I Simpson (seconda stagione)
La seconda stagione de I Simpson (serie di produzione 7F) è andata in onda negli Stati Uniti dall'11 ottobre 1990 all'11 luglio 1991.
L'episodio Homer contro Lisa e l’ottavo comandamento ha vinto un Emmy per il miglior programma animato.
In Italia undici episodi sono stati trasmessi da Canale 5 tra il 3 dicembre 1991 e il 21 gennaio 1992 (parallelamente a quelli della prima stagione), mentre gli altri undici sono andati in onda tra il 20 dicembre 1992 e il 28 febbraio 1993.
Dall'8 luglio 2002 è in vendita il cofanetto contenente la seconda stagione completa.
Il 19 ottobre 2022 l episodio la paura fa novanta è stato trasmesso su Italia 1 rimasterizzato a 16,9 pillarbox, anche i restanti episodi dal 28 giugno al 12 luglio 2023 sono stati rimasterizzati a 16,9 pillarbox ad eccezione Bart rischia grosso trasmesso 10 gennaio 2023.
| N° USA | N° Italia | Codice di produzione | Titolo                                               | Titolo originale                                      | Prima TV USA     | Prima TV Italia  |
| ------ | --------- | -------------------- | ---------------------------------------------------- | ----------------------------------------------------- | ---------------- | ---------------- |
| 1      | 7         | 7F03                 | Bart rischia grosso                                  | Bart Gets an F                                        | 11 ottobre 1990  | 5 gennaio 1992   |
| 2      | 11        | 7F02                 | Simpson e Dalila                                     | Simpson and Delilah                                   | 18 ottobre 1990  | 21 gennaio 1992  |
| 3      | 2         | 7F04                 | La paura fa novanta                                  | Treehouse of Horror                                   | 25 ottobre 1990  | 8 dicembre 1991  |
| 4      | 8         | 7F01                 | Due macchine in ogni garage, tre occhi in ogni pesce | Two Cars in Every Garage and Three Eyes on Every Fish | 1 novembre 1990  | 7 gennaio 1992   |
| 5      | 12        | 7F05                 | Homer il ballerino                                   | Dancin' Homer                                         | 8 novembre 1990  | 28 febbraio 1993 |
| 6      | 13        | 7F08                 | Mini Golf Kid                                        | Dead Putting Society                                  | 15 novembre 1990 | 20 dicembre 1992 |
| 7      | 16        | 7F07                 | Bart sfida la festa del Ringraziamento               | Bart vs. Thanksgiving                                 | 22 novembre 1990 | 10 gennaio 1993  |
| 8      | 9         | 7F06                 | Bart lo spericolato                                  | Bart the Daredevil                                    | 6 dicembre 1990  | 12 gennaio 1992  |
| 9      | 15        | 7F09                 | Grattachecca e Fichetto e Marge                      | Itchy & Scratchy & Marge                              | 20 dicembre 1990 | 3 gennaio 1993   |
| 10     | 1         | 7F10                 | Bart è investito da un'auto                          | Bart Gets Hit by a Car                                | 10 gennaio 1991  | 3 dicembre 1991  |
| 11     | 4         | 7F11                 | Pesce palla... al piede                              | One Fish, Two Fish, Blowfish, Blue Fish               | 24 gennaio 1991  | 15 dicembre 1991 |
| 12     | 3         | 7F12                 | Come eravamo                                         | The Way We Was                                        | 31 gennaio 1991  | 10 dicembre 1991 |
| 13     | 17        | 7F13                 | Homer contro Lisa e l'ottavo comandamento            | Homer vs. Lisa and the 8th Commandment                | 7 febbraio 1991  | 17 gennaio 1993  |
| 14     | 5         | 7F15                 | Preside Azzurro                                      | Principal Charming                                    | 14 febbraio 1991 | 17 dicembre 1991 |
| 15     | 19        | 7F16                 | Oh fratello, dove sei?                               | Oh Brother, Where Art Thou?                           | 21 febbraio 1991 | 31 gennaio 1993  |
| 16     | 14        | 7F14                 | Il cane di Bart è un disastro a scuola               | Bart's Dog Gets an F                                  | 7 marzo 1991     | 27 dicembre 1992 |
| 17     | 20        | 7F17                 | Caro vecchio denaro                                  | Old Money                                             | 28 marzo 1991    | 7 febbraio 1993  |
| 18     | 21        | 7F18                 | Spennellando alla grande                             | Brush with Greatness                                  | 11 aprile 1991   | 14 febbraio 1993 |
| 19     | 6         | 7F19                 | Il supplente di Lisa                                 | Lisa's Substitute                                     | 25 aprile 1991   | 22 dicembre 1991 |
| 20     | 10        | 7F20                 | La guerra dei Simpson                                | The War of the Simpsons                               | 2 maggio 1991    | 14 gennaio 1992  |
| 21     | 18        | 7F21                 | Tre uomini e un fumetto                              | Three Men and a Comic Book                            | 9 maggio 1991    | 24 gennaio 1993  |
| 22     | 22        | 7F22                 | Sangue galeotto                                      | Blood Feud                                            | 11 luglio 1991   | 21 febbraio 1993 |

## Bart rischia grosso
- Sceneggiatura: David M. Stern
- Regia: David Silverman
- Messa in onda originale: 11 ottobre 1990
- Messa in onda italiana: 5 gennaio 1992

Dopo l'ennesima insufficienza, la Caprapall avverte Bart che i suoi pessimi voti rischiano di comportare la bocciatura. Deciso a studiare per il successivo compito in classe — relativo al periodo coloniale — il ragazzo incontra varie distrazioni, finendo per fallire. Bart cerca quindi di carpire le risposte da Sherri e Terri, che gli suggeriscono però informazioni sbagliate: avvertito da Martin, Bart si finge malato poco prima della verifica e torna a casa chiedendo poi le soluzioni a Milhouse. L'amico ha tuttavia riportato una grave insufficienza, col compito di Bart che risulta addirittura peggiore. Il ragazzo, per trovare la motivazione allo studio, stringe amicizia con Martin, ma quest'ultimo finisce per trascurare la scuola divenendo a sua volta un teppista.
Disperato per l'imminenza del test e la sua impreparazione, Bart rivolge una preghiera a Dio e una fitta nevicata imbianca Springfield la mattina seguente portando alla chiusura della scuola. Nonostante gli sforzi, Bart riceve una lieve insufficienza nel compito salvo poi citare un fatto storico nel mezzo dell'imminente pianto di disperazione, provando all'insegnante di aver veramente studiato. Il suo voto viene quindi portato ad una striminzita sufficienza ( D- ), con Homer che appende orgogliosamente il foglio al frigorifero di casa.
- Guest star: Assente
- Frase alla lavagna: Non incoraggerò gli altri a volare
- Gag del divano: Il divano sprofonda nel pavimento.

## Simpson e Dalila
- Sceneggiatura: Jon Vitti
- Regia: Rich Moore
- Messa in onda originale: 18 ottobre 1990
- Messa in onda italiana: 21 gennaio 1992

Homer scopre l'esistenza di un miracoloso prodotto per la ricrescita dei capelli, il Dimoxinil, e decide di comprarlo. Il suo sogno di avere capelli robusti e forti, però, si infrange quando scopre che il prodotto costa 1000 $. Lenny lo convince a truccare la sua assicurazione sanitaria, in modo che a pagare sia la centrale nucleare. Ottenuto il Dimoxinil, dopo una sola applicazione, Homer si ritrova con una fluente capigliatura. Marge trova affascinante Homer e Burns gli dà una promozione. A questo punto, Homer assume Karl e con il suo aiuto riesce a impressionare così tanto Burns, da guadagnarsi le chiavi del bagno riservato. Fumante di rabbia e di gelosia, Smithers fruga negli schedari di Homer e scopre la truffa. Ma Karl se ne assume la responsabilità, salva Homer e viene licenziato. Poco dopo, Bart rompe la bottiglia di Dimoxinil e Homer torna calvo e apatico. Karl lo convince che non era la sua capigliatura a renderlo migliore, ma la fiducia. Tuttavia, quando Homer tiene un discorso ai suoi colleghi, nessuno lo prende più sul serio e, in men che non si dica, viene retrocesso al suo vecchio posto. Homer si aspetta di essere rifiutato anche a casa, ma Marge lo rassicura, dicendogli di amarlo per quello che è.
- Guest star: Harvey Fierstein (voce di Karl)
- Frase alla lavagna: Non si gioca col catrame
- Gag del divano: i Simpson ballano una danza esotica.

## La paura fa novanta
- Sceneggiatura: John Swartzwelder, Jay Kogen, Wallace Wolodarsky e Sam Simon
- Regia: Wesley Archer, Rich Moore, David Silverman
- Messa in onda originale: 25 ottobre 1990
- Messa in onda italiana: 8 dicembre 1991

Nella casetta sull'albero, Bart e Lisa si raccontano storie da brivido, mentre da sotto Homer origlia di nascosto. 
- La casa dell'incubone (Bad dream house)
I Simpson si trasferiscono in una vecchia casa e capiscono presto perché questa costi così poco: è infestata dai fantasmi. Dai muri cola sangue e una voce li avverte di scappare finché sono in tempo. Marge vuole andare via, ma Homer la convince a dare una chance alla casa. Di notte, quest'ultimo e i ragazzi vengono posseduti e si inseguono con coltelli e asce. Marge cerca di convincere lo spirito della casa a trovare un modo per vivere tutti insieme in pace. Dopo aver pensato un po', la casa si auto-distrugge.
- Affamati sono i dannati (Hungry are the damned)
I Simpson sono rapiti da extraterrestri con un occhio solo. Sulla via per un altro pianeta, scoprono di essere gli ospiti d'onore di un banchetto, dove potranno cibarsi fino a scoppiare. Lisa accusa gli alieni di volerli mettere all'ingrasso, per poi mangiarli. Gli alieni, feriti e offesi, invertono la rotta e riportano i Simpson a casa alla loro misera vita quotidiana. Lisa conclude che sono i Simpson i veri mostri e non gli extraterrestri.
- Il corvo (The raven)
Lisa legge il classico racconto dell'orrore di Edgar Allan Poe. Homer, ascoltandolo, si immagina Marge nel ruolo di Leonora e Bart in quello del corvo. Dopo aver terminato i racconti, i ragazzi tornano a casa per andare a letto. Bart e Lisa si addormentano tranquilli, mentre Homer decide di dormire con la luce accesa.

- Guest Star: James Earl Jones (voce del narratore)
- Frase alla lavagna: assente
- Gag del divano: assente
- Riferimenti e citazioni: Trilogia del terrore; Amityville; Ai confini della realtà (st.3 ep.24); Psyco; Il corvo

## Due macchine in ogni garage, tre occhi in ogni pesce
- Sceneggiatura: John Swartzwelder e Sam Simon
- Regia: Wesley Archer
- Messa in onda originale: 1º novembre 1990
- Messa in onda italiana: 7 gennaio 1992

Bart e Lisa, pescando nel ruscello vicino alla centrale nucleare, trovano un pesce palla con tre occhi. La mutazione è da attribuire ai rifiuti radioattivi scaricati dalla centrale. La cosa suscita scalpore tra i media e il governatore fa ispezionare la centrale di Burns, che tenta inutilmente di corrompere gli ispettori venuti per il controllo. Homer avvisa candidamente che se governasse potrebbe decidere quanto sia sicura la centrale. Burns decide allora di candidarsi alla carica, supportato da Homer e Bart, mentre Lisa e Marge non lo approvano. Gli addetti alla campagna elettorale di Burns gli consigliano di cenare con Homer per aumentare i consensi e la popolarità. Burns sceglie di cenare a casa di Homer, ma Marge prepara, come portata principale, il pesce con tre occhi. Davanti alle telecamere, Burns assaggia il pesce, per poi sputarlo inorridito, perdendo le elezioni e giurando di distruggere la vita ad Homer.
- Guest star: assente
- Frase alla lavagna: Non fotocopierò più il mio culo
- Gag del divano: il divano si trasforma in letto.

## Homer il ballerino
- Sceneggiatura: Ken Levine e David Isaacs
- Regia: Matt Kirkland
- Messa in onda originale: 8 novembre 1990
- Messa in onda italiana: 28 febbraio 1993

Mentre beve una birra al bar di Boe, Homer racconta quel che gli è successo nelle settimane precedenti. Tutto ha inizio quando Homer si reca con la famiglia allo stadio di baseball. Le speranze di Homer di rilassarsi allo stadio sembrano vanificate quando Burns e Smithers si siedono accanto a lui. Ma incredibilmente Burns gli offre vari giri di birra, per mostrare i buoni rapporti di lavoro. Con gli Isotopi di Springfield sotto di tre punti, completamente sbronzo, Homer si lancia in un ballo improvvisato esaltando la folla e portando la squadra alla vittoria. Il proprietario degli Isotopi gli offre un contratto come mascotte e la squadra comincia a vincere una partita dopo l'altra. Poco dopo, la squadra di Capital City offre a Homer il posto di mascotte e i Simpson, venduto tutto, si trasferiscono nella metropoli. Il crollo di Homer ha inizio quando deve sostituire la mascotte ufficiale, perché le trovate provinciali di Homer non funzionano con il pubblico di una grande città. Homer viene così licenziato e i Simpson tornano a Springfield. Ma a nessuno del bar importa del suo fallimento: l'importante è aver vissuto un'avventura. E, per la prima volta in vita sua, Homer si scopre a raccontare cose che la gente vuole sentire.
- Guest star: Tony Bennett (voce di se stesso)
- Frase alla lavagna: Non scambierò i miei pantaloni con quelli degli altri
- Gag del divano: mentre tutti sono seduti sul divano, Maggie esce dai capelli di Marge.

## Mini Golf Kid
- Sceneggiatura: Jeff Martin
- Regia: Rich Moore
- Messa in onda originale: 15 novembre 1990
- Messa in onda italiana: 20 dicembre 1992

Homer viene invitato per una birra a casa Flanders, dove nota che la stanza dei giochi di Ned ha la spina per la birra e dove vede quanto Todd sia affettuoso e quanto sia brillante a scuola. Pensando che Ned lo stia prendendo in giro per il suo tenore di vita, Homer esplode. Più tardi Homer e Bart incontrano Ned e Todd al campo di minigolf, e Homer fa gareggiare il figlio in un torneo di minigolf contro Todd. Dopo che Lisa aiuta Bart a migliorare la tecnica, Homer e Ned fanno una scommessa: il padre del ragazzo che non vince dovrà falciare il prato del vicino indossando il vestito migliore della propria moglie. Il giorno del torneo, Bart e Todd raggiungono l'ultima buca con lo stesso punteggio. Dopo che i due falliscono a mandare la palla in buca al primo colpo, decidono di ritirarsi dichiarando la partita patta. Dal momento che nessuno dei due ha perso, sia Homer che Ned perdono la scommessa e si mettono a tagliare l'erba con i vestiti migliori delle mogli.
- Guest star: assente
- Frase alla lavagna: Non sono una donna di 32 anni
- Gag del divano: Palla di neve II e il piccolo aiutante di Babbo Natale si siedono assieme ai Simpson.

## Bart sfida la festa del Ringraziamento
- Sceneggiatura: George Martin
- Regia: David Silverman
- Messa in onda originale: 22 novembre 1990
- Messa in onda italiana: 10 gennaio 1993

È il Giorno del Ringraziamento e, mentre Lisa termina il centrotavola fatto con le sue mani, l'intera famiglia si mette a tavola con Selma, Patty, Bouvier e Abraham. Quando Lisa scende con il centrotavola, lei e Bart, che sta portando il tacchino a tavola, cominciano a litigare su dove vada messo. Nella zuffa che segue, la decorazione finisce per cadere nel camino e viene distrutta. Lisa corre via piangendo e Bart viene spedito in camera sua senza cena per punizione, ma lui si sente ingiustamente punito e fugge di casa. In giro per la città da solo, infreddolito e affamato, trova un rifugio per senzatetto, dove stanno distribuendo il pranzo del ringraziamento. Una troupe televisiva, che sta filmando la scena, intervista Bart e lo inserisce tra le notizie locali. Quando vedono Bart in TV, Homer e Marge avvertono la polizia. Bart intanto, sta tornando a casa, ma appena si ritrova davanti alla porta non si sente per niente sicuro di voler rientrare, così si arrampica sul tetto per riflettere, e da lì sente Lisa piangere. Bart capisce di essersi comportato male e chiede scusa a Lisa, che lo perdona. Nuovamente unita, la famiglia riprende il pasto interrotto.
- Guest star: assente
- Frase alla lavagna: Non farò più quella cosa con la mia lingua!
- Gag del divano: nonno Abraham sta dormendo sul divano e viene svegliato dall'arrivo della famiglia.

## Bart lo spericolato
- Sceneggiatura: Jay Kogen e Wallace Wolodarsky
- Regia: Wesley Archer
- Messa in onda originale: 6 dicembre 1990
- Messa in onda italiana: 12 gennaio 1992

L'autocarrosauro, un immenso dinosauro sputafiamme fatto di camion, verrà in città per uno spettacolo e la famiglia Simpson decide di andare a vederlo. Allo show, Bart è profondamente colpito dalle prodezze di Lance, una delle quali è saltare con una moto dall'altra parte di una piscina infestata di squali e leoni. Il numero però fallisce e Lance viene ricoverato in ospedale. In seguito Bart dà dimostrazione delle sue capacità acrobatiche di fronte ai bambini del quartiere, ma si fracassa per terra. Hibbert gli consiglia di darci un taglio, ma Lance lo spinge a vivere al limite. Con la benedizione di Lance, Bart decide di saltare con lo skateboard la gola di Springfield. Homer lo scopre e realizza che l'unico modo per fermare Bart è quello di fare il salto lui stesso, così da mostrargli quanto sia pericoloso. Monta così sullo skateboard, ma Bart, sapendo che Homer finirebbe sicuramente per ammazzarsi, accetta di mettere fine alla sua breve carriera. Per sbaglio, però, Homer inizia la corsa sulla rampa e decolla. Per un istante prova l'ebbrezza del volo, ma non coglie l'attimo e precipita nella gola.
- Guest star: assente
- Frase alla lavagna: Non guiderò mai più la macchina del direttore
- Gag del divano: Homer fa ribaltare il divano dal suo lato e la piccola Maggie è l'unica che rimane davanti allo schermo.

## Grattachecca e Fichetto e Marge
- Sceneggiatura: John Swartzwelder
- Regia: Jim Reardon
- Messa in onda originale: 20 dicembre 1990
- Messa in onda italiana: 3 gennaio 1993

In cantina, Maggie colpisce Homer con una mazza. Marge scopre poi che la bimba stava imitando Lo Show di Grattachecca & Fichetto, così vieta ai figli di guardare i cartoni animati. Successivamente Marge inizia a protestare con lo scopo di rimuovere la violenza dai cartoni animati e presto il boicottaggio esplode su scala nazionale. Dopo tante proteste, lo show diventa un'insulsaggine in cui il gatto e il topo si vogliono bene e si aiutano l'un l'altro, facendo crollare gli ascolti drasticamente. Intanto il David di Michelangelo sta per essere esposto in un museo a Springfield e alcune manifestanti chiedono a Marge di appoggiare la loro causa contro la nudità dell'opera d'arte, cosa che lei non approva. Quando il dottor Marvin Monroe le fa capire che è sbagliato protestare contro una forma di linguaggio e difenderne nel frattempo un'altra, Marge decide di far tornare i cartoni animati violenti, purché la statua venga esposta nella sua completezza.
- Guest star: assente
- Frase alla lavagna: Non giurerò eterna fedeltà a Bart
- Gag del divano: il divano è scomparso.

## Bart è investito da un'auto
- Sceneggiatura: John Swartzwelder
- Regia: Matt Kirkland
- Messa in onda originale: 10 gennaio 1991
- Messa in onda italiana: 3 dicembre 1991

Mentre scorrazza sul suo skateboard, Bart viene investito dalla macchina di Burns. Dopo un'esperienza di morte apparente, Bart riprende conoscenza all'ospedale. Quando Burns offre 100 $ per riparare all'incidente, Homer telefona a Hutz, che gli aveva raccomandato di chiamarlo se avesse voluto guadagnare un po' di soldi. Hutz assicura a Homer che può chiedere un'indennità di milioni per quello che è successo. Ma, prima di tutto, Bart deve mentire in tribunale sulle sue ferite. Hutz usa anche la testimonianza di Riviera. Quando Burns capisce che perderà la causa, offre un risarcimento di 500000 $. Marge vuole accettare, ma Homer si rifiuta. Gli avvocati di Burns chiamano a testimoniare Marge, che racconta alla giuria tutta la verità, mentre Homer pensa a tutti i soldi che sta perdendo. Al bar, Homer si domanda se riuscirà mai a perdonare Marge che gli è costata tutti quei dollari, ma quando Marge entra per chiedergli scusa, Homer la guarda negli occhi e capisce di amarla più che mai.
- Guest star: assente
- Frase alla lavagna: Non venderò la proprietà della scuola
- Gag del divano: Homer fa cadere dal divano tutti quanti.

## Pesce palla... al piede
- Sceneggiatura: Neil Scovell
- Regia: Wesley Archer
- Messa in onda originale: 24 gennaio 1991
- Messa in onda italiana: 15 dicembre 1991

Homer porta la famiglia al ristorante giapponese per mangiare del sushi. Dopo aver provato un po' di tutto, Homer sperimenta anche il pesce palla, la pericolosissima specialità nipponica che, se cucinata male, risulta mortale. Quando il capo cuoco si accorge che Homer ha mangiato il pesce palla preparato in modo sbagliato, lo manda all'ospedale. Qui, Hibbert comunica a Homer che gli restano ormai 24 ore di vita. Homer prepara una lista delle cose da fare prima di morire e cerca di portarle a termine: ha una discussione con Bart, ascolta Lisa suonare il sax, fa pace con Abraham, va da Boe per un'ultima birra con Barney, manda al diavolo Burns e fa un'ultima intimata con Marge. Mentre Marge dorme, Homer si alza, bacia i suoi bambini e si addormenta in poltrona ascoltando i brani registrati della Bibbia e aspettandosi di non svegliarsi più. La mattina dopo, però, Homer scopre di non essere morto e decide di celebrare lo scampato pericolo: divano, TV e mangiando cotiche di maiale.
- Guest star: Larry King (voce di se stesso), George Takei (voce di Akira)
- Frase alla lavagna: Non taglierò più le curve
- Gag del divano: il divano si ribalta.

## Come eravamo
- Sceneggiatura: Al Jean, Mike Reiss e Sam Simon
- Regia: David Silverman
- Messa in onda originale: 31 gennaio 1991
- Messa in onda italiana: 10 dicembre 1991

La televisione dei Simpson si rompe e Marge comincia a raccontare ai ragazzi come si siano conosciuti con Homer. L'anno è il 1974, Homer fuma e salta le lezioni, mentre Marge segue il movimento femminista. Entrambi finiscono in punizione e, quando si incontrano, Homer si innamora di Marge immediatamente. Per conoscerla meglio, Homer si iscrive al gruppo forense e chiede a Marge di aiutarlo col francese. Dopo aver accettato il suo invito al ballo di fine anno, Marge scopre che Homer non è interessato al francese, né ai dibattiti. Sentendosi tradita, dice di odiarlo e decide di andare al ballo con Ziff. Imperturbabile, Homer va al ballo da solo. Più tardi, quando Ziff cerca di dare una svolta romantica alla serata sul sedile posteriore della sua macchina, Marge gli chiede di riportarla a casa. Mentre stanno guidando i due sorpassano Homer, che se ne va a casa a piedi. Marge torna indietro a prenderlo.
- Guest star: Jon Lovitz (voce di Artie Ziff e del Signor Seckofsky)
- Frase alla lavagna: Non andrò molto lontano con questo comportamento
- Gag del divano: il divano sprofonda nel pavimento.
- Curiosità: Molte delle musiche di sottofondo di quest'episodio sono tratte dall'album Close to You dei Carpenters, popolare duo musicale attivo soprattutto negli anni settanta, epoca in cui si svolge la puntata. La canzone è stata di seguito utilizzata nella maggior parte degli episodi della serie, compreso il film.

## Homer contro Lisa e l'ottavo comandamento
- Sceneggiatura: Steve Poop
- Regia: Rich Moore
- Messa in onda originale: 7 febbraio 1991
- Messa in onda italiana: 17 gennaio 1993

Homer si collega illegalmente alla TV via cavo e invita tutti gli amici a casa sua per vedere un importante incontro di boxe. Lisa intanto impara al catechismo l'ottavo comandamento e teme che la sua famiglia possa finire all'inferno per aver rubato il via cavo. Lisa cerca aiuto da Lovejoy, che le consiglia di non guardare alcun programma TV per dare il buon esempio. Anche Marge teme che la TV via cavo abbia una cattiva influenza e chiede a Homer di liberarsene. Tuttavia, Homer è ben deciso a tenersi il via cavo e a guardare l'incontro di pugilato con gli amici. La sera dell'incontro, Lisa protesta ancora e viene mandata da Homer fuori di casa, dove Marge si unisce a Lisa. Poco dopo, però, la coscienza di Homer ha la meglio e raggiunge il resto della famiglia in giardino. Dopo l'incontro, Homer si arrampica sul palo davanti a casa per tranciare il cavo di connessione, ma sbaglia filo, facendo precipitare il quartiere nel buio.
- Guest star: assente
- Frase alla lavagna: Non farò puzze rumorose in classe
- Gag del divano: I Simpson ballano una danza esotica.

## Preside Azzurro
- Sceneggiatura: David Stern
- Regia: Matt Kirkland
- Messa in onda originale: 14 febbraio 1991
- Messa in onda italiana: 17 dicembre 1991

Quando Selma confida a Marge il suo desiderio di sposarsi, chiede a Homer di trovarle un uomo. Homer comincia a cercare, ma non trova nessuno abbastanza disponibile od abbastanza disperato da sposarla. Ma quando incontra Skinner per parlare del comportamento di Bart, Homer scopre che Skinner è single e lo invita a cena per farlo incontrare con Selma.
Skinner arriva a casa Simpson, ma qui si imbatte prima in Patty e se ne innamora all'istante. I due cominciano a frequentarsi e Selma è sempre più disperata. Barney viene a sapere del problema di Selma e si offre di uscire. Skinner intanto, chiede a Patty di sposarlo, mentre Selma ormai rassegnata accetta l'invito di Barney. Tuttavia, Patty realizza l'influenza negativa che la sua relazione con Skinner ha su Selma e rifiuta la proposta di Skinner, preferendo la felicità di Selma a quella personale.
- Guest star: assente
- Frase alla lavagna: Non rutterò l'inno nazionale. In italiano viene pronunciata la frase: Non rutterò durante l'inno nazionale
- Gag del divano: il divano si trasforma in letto.

## Oh fratello, dove sei?
- Sceneggiatura: Jeff Martin
- Regia: Wesley Archer
- Messa in onda originale: 21 febbraio 1991
- Messa in onda italiana: 31 gennaio 1993

Dopo aver avuto un leggero attacco di cuore, Abraham rivela a Homer un segreto: in passato ebbe una tresca dalla quale nacque Herb. Homer si mette subito alla sua ricerca. Scopre che vive a Detroit, dove l'intera famiglia si reca dopo essere riusciti a contattarlo. Arrivati a casa di Herb, i Simpson scoprono che possiede una casa automobilistica multimiliardaria. Herb, per salvare la sua società dalla concorrenza con le ditte straniere, chiede a Homer di concepire una macchina fatta a misura di tutti gli americani. Gli ingegneri vogliono far notare le sciocchezze proposte da Homer, ma Herb gli dà lo stesso fiducia. Nel frattempo, frequentando Marge, Bart e Lisa, scopre quel senso della famiglia che fino a quel momento non aveva mai conosciuto. Herb presiede alla cerimonia in cui viene presentata al mondo la nuova automobile, un prodotto invendibile che si rivela un fiasco completo. La ditta di Herb viene venduta alla Kumatsu Motors e, pieno di rancore nei confronti di Homer, se ne va su un autobus, mentre i Simpson tornano a Springfield.
- Guest star: Danny DeVito (voce di Herb Powell)
- Frase alla lavagna: Non venderò terreni in Florida
- Gag del divano: mentre tutti sono seduti sul divano, Maggie esce dai capelli di Marge.
- Peculiarità: Herb Powell, il personaggio introdotto in questo episodio, ha un legame importante con il protagonista Homer (fratello da parte di padre), tuttavia ricomparirà molto raramente, e verrà spesso "dimenticato" in tanti episodi successivi, in cui Homer e Abraham non faranno mai menzione di lui nemmeno in situazioni in cui normalmente dovrebbero ricordarsi di avere un fratello e un altro figlio.

## Il cane di Bart è un disastro a scuola
- Sceneggiatura: Jon Vitti
- Regia: Jim Reardon
- Messa in onda originale: 7 marzo 1991
- Messa in onda italiana: 27 dicembre 1992

Quando il cane gli distrugge le scarpe nuove di zecca, Homer perde completamente la pazienza e dice a Bart che il cane dovrà frequentare un corso di addestramento altrimenti se ne libereranno. Bart porta il cane alla scuola per cani, ma il cane non fa progressi e Homer vorrebbe sbarazzarsene subito. Bart supplica allora il padre di dare al cane un'ultima chance: se il cane passerà l'esame finale, potrà restare in famiglia. 
Bart lavora senza sosta all'addestramento, ma senza grossi risultati. Al momento di arrendersi, però, dice al cane che questi potrà restare solo se imparerà a obbedire. Immediatamente il cane si siede, rotola e abbaia a comando. Bart prova quindi con altri ordini e il cane li esegue. Il giorno dopo il cane supera l'esame finale, mentre i Simpson lo guardano orgogliosi.
- Guest star: Tracey Ullman (voce di Emily Winthrop)
- Frase alla lavagna: Non venderò la proprietà della scuola
- Gag del divano: Palla di neve II e il piccolo aiutante di Babbo Natale si siedono assieme ai Simpson.

## Caro vecchio denaro
- Sceneggiatura: Jay Kogen e Wallace Wolodarsky
- Regia: David Silverman
- Messa in onda originale: 28 marzo 1991
- Messa in onda italiana: 7 febbraio 1993

Dopo essere stato portato in giro dalla famiglia Simpson per il loro incontro mensile, Abraham si rende conto che resta poco per cui valga la pena vivere. Al Castello di Riposo, però, trova una nuova ragione di vita conoscendo Beatrice. Dopo pochi appuntamenti i due si innamorano. Sapendo che il sabato a venire è il giorno del compleanno di Beatrice, Abraham decide di festeggiare, ma Homer, nonostante le pretese di Abraham, lo porta al safari dei leoni in offerta speciale. Al suo ritorno dalla gita Abraham viene a sapere che Beatrice è morta, lasciandogli un'ingente somma. Poco dopo, Beatrice gli appare nelle vesti di un angelo e gli suggerisce di usare i soldi se ne ha davvero bisogno. Abraham incontra centinaia di persone più o meno bisognose e capisce che, per poter aiutare tutti, servirebbero molti più soldi di quelli ereditati. Decide, così, di andare al casinò per aumentare il gruzzolo. Homer trova Abraham alla roulette e lo ferma prima che si faccia spillare tutti i soldi. Abraham realizza allora che l'ospizio è molto malconcio e che ha bisogno di grossi lavori e decide di investire i soldi per farlo ristrutturare.
- Guest star: Audrey Meadows (voce di Beatrice Simmons)
- Frase alla lavagna:  Non ungerò le sbarre del castello da gioco
- Gag del divano: nonno Abraham sta dormendo sul divano e viene svegliato dall'arrivo della famiglia.

## Spennellando alla grande
- Sceneggiatura: Brian Roberts
- Regia: Jim Reardon
- Messa in onda originale: 11 aprile 1991
- Messa in onda italiana: 14 febbraio 1993

Dopo essere rimasto incastrato in uno scivolo del parco acquatico di Monte Splashmore, Homer decide di mettersi a dieta. Frugando in soffitta alla ricerca dei propri attrezzi, trova un vecchio dipinto di Ringo Starr, fatto da Marge all'epoca del liceo. Dopo averlo visto, Lisa spinge Marge a tornare a scuola e a coltivare la sua vena artistica. Marge si iscrive a un corso all'Università di Springfield e dipinge un ritratto di Homer in mutande addormentato sul divano. Lombardo si innamora del quadro e lo espone alla mostra d'arte di Springfield. Marge vince il primo premio e, per questo, Burns decide di commissionarle un proprio ritratto per l'inaugurazione di un'ala del museo dedicata e si trasferisce a casa Simpson per essere immortalato. Poiché Burns continua a prendere in giro i tentativi di dieta di Homer, Marge crede di non avere abbastanza talento per scovare la bellezza interiore di Burns. Si ricrede, però, dopo aver ricevuto da Starr un biglietto di ringraziamento per il ritratto che Marge gli aveva mandato in passato. Il giorno dopo all'inaugurazione il quadro di Marge rappresenta Burns nudo e avvizzito. Burns prima si offende, ma poi accetta con umiltà la sua nuova gloria.
- Guest star: Ringo Starr (voce di se stesso), Jon Lovitz (voce del Professor Lombardo)
- Frase alla lavagna: Non mi nasconderò dietro il quinto emendamento
- Gag del divano: Homer fa ribaltare il divano dal suo lato e la piccola Maggie è l'unica che rimane davanti allo schermo.

## Il supplente di Lisa
- Sceneggiatura: Jon Vitti
- Regia: Rich Moore
- Messa in onda originale: 25 aprile 1991
- Messa in onda italiana: 22 dicembre 1991

Hoover viene colpita dal morbo acarius e il suo posto viene preso da Bergstrom. Nel frattempo, la classe di Bart si prepara per l'elezione. Caprapall sceglie Martin, mentre Sherri e Terri candidano Bart, che si guadagna l'appoggio della classe raccontando barzellette durante un dibattito con l'avversario. Intanto, Lisa si prende una cotta per Bergstrom. Accorgendosi che la bambina sta perdendo fiducia in Homer, Bergstrom prende il padre da parte e gli consiglia di cercare di essere più positivo. Tornata a scuola, Lisa apprende del ritorno di Hoover e della partenza di Bergstrom e ne esce distrutta. Nel frattempo, sicuri della schiacciante vittoria di Bart, nessuno dei suoi compagni vota, tranne Martin e Wendell. La Caprapall annuncia quindi la vittoria di Martin. A pezzi per la partenza di Bergstrom, Lisa sfoga la sua rabbia su Homer chiamandolo babbuino. Con la figlia disperata e Bart abbattuto per la sconfitta, Homer decide di agire. Dopo aver tirato su Lisa di morale, lei gli chiede scusa. Quindi Homer va da Bart per consolarlo, spiegandogli quanto lavoro in più debba fare e convincendolo che è una fortuna aver perso l'elezione. Pur essendo ancora presto, Homer chiede a Marge di andare a letto: a suo dire è stato il giorno più faticoso della sua vita.
- Guest star: Dustin Hoffman (voce del sig. Bergstrom, accreditato come Sam Etic)
- Frase alla lavagna: assente
- Gag del divano: il divano è scomparso.

## La guerra dei Simpson
- Sceneggiatura: John Swartzwelder
- Regia: Matt Kirkland
- Messa in onda originale: 2 maggio 1991
- Messa in onda italiana: 14 gennaio 1992

Homer e Marge danno una festa. Homer si ubriaca e dà il peggio di sé con Maude attaccando briga con sconosciuti e saltando sui mobili. Il giorno dopo, in chiesa, Marge si iscrive a un fine settimana di terapia matrimoniale tenuto da Lovejoy e da sua moglie affida i figli ad Abraham e parte con Homer. Homer scopre che il weekend si terrà al lago Pescegatto e si porta dietro la canna da pesca. Nel viaggio, viene a sapere dell'esistenza di Sherman. A casa, nel frattempo, Bart e Lisa si approfittano della scarsa autorità di Abraham e decidono di organizzare una festa. La mattina del primo giorno di ritiro, Homer va a pescare di nascosto, ma Marge lo scopre e si infuria, perché preferisce la pesca al loro matrimonio. Homer allora va a fare una passeggiata intorno al lago. Qui trova una canna da pesca abbandonata e appena la prende in mano, viene trascinato in mezzo al lago su una barca. Dalla finestra della loro stanza, Marge assiste alla lotta di Homer con il pesce. A Springfield intanto la festa di Bart e Lisa è finita nel caos generale e la casa è ridotta a uno schifo. Temendo di far finire nei guai Abraham, i ragazzi mettono in ordine freneticamente. Marge si reca al ritiro da sola, mentre Homer cattura Sherman. Ma quando Homer ritorna dalla pesca, Marge gli dice che il loro matrimonio è davvero nei guai, se Homer ritiene un pesce più importante. Per dimostrarle che si sbaglia, Homer lascia andare il suo trofeo. Marge lo perdona e i due tornano felici a casa.
- Guest star: assente
- Frase alla lavagna: Non farò mai più qualcosa di cattivo
- Gag del divano: Homer fa cadere dal divano tutti quanti.

## Tre uomini e un fumetto
- Sceneggiatura: Jeff Martin
- Regia: Wesley Archer
- Messa in onda originale: 9 maggio 1991
- Messa in onda italiana: 24 gennaio 1993

Bart va a una rassegna sui fumetti e trova il primo numero de l'Uomo radioattivo. Vorrebbe comprarlo, ma gli servono 100 $. Non avendo abbastanza denaro, si trova un lavoro per la sig.ra Glick, che però lo paga una miseria per tutto il suo duro lavoro. Con soli 35 $, Bart si reca comunque al negozio per cercare di comprare il fumetto. Qui incontra Milhouse e Martin, che si trovano nelle sue stesse condizioni. I tre si accordano per comprare il fumetto in società. Ma, visto che nessuno di loro vuole perdere di vista il prezioso giornalino, i ragazzi decidono di passare la notte insieme nella casa sull'albero di Bart. Quando, durante la notte, Martin si stiracchia nel sogno, Bart crede che stia cercando di rubare il fumetto e lo lega. Intanto, si avvicina un temporale. Milhouse cerca di avvertire Marge che Bart è impazzito, ma questi teme che stia solo tentando di fregarsi il fumetto e così lo placca duro. Milhouse rotola fuori dalla casetta, con Bart che lo tiene precariamente per una manica. Quando un colpo di vento fa volare il fumetto verso la porta, Bart deve decidere se tenere Milhouse o salvare il giornale. Sceglie Milhouse. Il fumetto viene lanciato in cielo dal vento e carbonizzato da un fulmine. Bart capisce così che sono rimasti tutti a mani vuote perché non hanno saputo condividere le cose.
- Guest star: Cloris Leachman (voce della sig.ra Glick), Daniel Stern (voce narrante)
- Frase alla lavagna: Non mi darò delle arie
- Gag del divano: iI divano si ribalta.

## Sangue galeotto
- Sceneggiatura: George Meyer
- Regia: David Silverman
- Messa in onda originale: 11 luglio 1991
- Messa in onda italiana: 21 febbraio 1993

A Burns viene diagnosticata l'ipoemia, una malattia che lascia le persone senza il sangue necessario a vivere. 
Disperato, Smithers cerca tra i dipendenti della centrale un donatore che possegga il gruppo sanguigno doppio 0-negativo. Nessuno si fa avanti, tranne Homer, che spera in una lauta ricompensa. A ogni modo, Homer non ha il tipo di sangue giusto, ma Bart sì e Homer lo convince a donarlo. Dopo la trasfusione, Burns è più vivo che mai e manda a Bart un biglietto di ringraziamento. Oltraggiato dalla risposta inadeguata del suo capo, Homer gli scrive immediatamente una lettera piena di insulti, ma Marge lo convince a non mandargliela. Il mattino dopo, Homer decide di buttar via la lettera, ma scopre che Bart l'ha già spedita. Quando riceve la lettera, Burns decide di rendere la vita di Homer un inferno e ordina a Smithers di farlo pestare. Smithers, però, gli dice di non poter far del male a chi ha salvato la vita al suo capo. A questo punto, Burns si rende conto della bontà dell'azione compiuta dai Simpson e regala loro una rara statua a forma di testa di un indiano Olmec. Bart pensa che il regalo sia fico, mentre Homer lo considera una misera ricompensa per aver salvato la vita di un uomo.
- Guest star: assente
- Frase alla lavagna: Non dormirò durante le lezioni
- Gag del divano: il divano sprofonda nel pavimento.